# Ambassade de Turquie en Guinée
L'ambassade de Turquie en Guinée est la mission diplomatique officielle de la république de Turquie en république de Guinée, située dans la commune de Ratoma à Taouyah.

## Voir également
- Liste des missions diplomatiques en Guinée
- Liste des missions diplomatiques de Turquie